# Camelot 3000
Camelot 3000 est une série limitée de comics en douze épisodes, créée par Mike W. Barr (scénario) et Brian Bolland (dessin). Elle a été publiée entre décembre 1982 et avril 1985 par DC Comics et traduite en France entre 1983 et 1985 par Arédit.
L'histoire revisite les légendes arthuriennes en les transposant au trente et unième siècle.

## Présentation
En 1982, DC Comics commence à publier la série Camelot 3000 de Mike W. Barr au scénario et Brian Bolland au dessin. L'encrage est assuré par Bruce Patterson, Dick Giordano et Terry Austin et la mise est couleurs est faite par Tatjana Wood (en). Le comics raconte le retour du Roi Arthur et des Chevaliers de la Table ronde au 31e siècle pour protéger la Terre d'une invasion extraterrestre. Camelot 3000 est remarquable à plusieurs titres. Tout d'abord il ne se contente pas d'être une série de science-fiction; il ajoute un propos politique en abordant le racisme, l'homosexualité et la transidentité. Il n'est pas le premier comics à avoir un propos plus adulte puisque quelques séries dans les années 1970 comme Green Lantern scénarisé par Dennis O'Neil et dessiné par Neal Adams avaient déjà un discours politique marqué. Cependant, ceux-ci restent très rares. Surtout, Camelot 3000 est le premier comics grand public publié sous la forme d'une maxisérie, c'est-à-dire une série limitée entre 8 et 12 numéros, une des premières à être publiée sur du papier de qualité supérieure, sans l'approbation du Comics Code Authority, destinée à un public adulte et vendue seulement dans des magasins spécialisés et non dans chez des marchands de journaux.

## Synopsis
En l'an 3000, fuyant des envahisseurs extraterrestres, le jeune Tom Prentice se cache au sein de fouilles archéologiques à Glastonbury Tor en Angleterre. C'est là qu'il trouve le tombeau du Roi Arthur, endormi depuis des siècles.
Fidèle à sa promesse de revenir quand l'Angleterre serait en danger, Arthur se relève pour combattre l'ennemi.
Aidé de Merlin, qu'il délivre de la fée Viviane qui le retenait sous Stonehenge, et de cinq chevaliers réincarnés par le pouvoir du mage, Arthur retrouve Excalibur et entreprend la reconquête de la Terre.
Mais le passé ressurgît au sein même de ses rangs. Lancelot mène de nouveau les chevaliers au combat et la reine Guenièvre est toujours amoureuse de lui.

## Personnages

### Arthur
Accomplissant une prophétie antique prédisant qu'il reviendrait quand l'Angleterre serait en danger, Arthur est réveillé de son sommeil séculaire par un jeune étudiant en archéologie, Tom Prentice.
Avec l'aide de Merlin, il reforme une nouvelle Table ronde et entreprend de lutter contre l'invasion extra-terrestre menée par sa propre demi-sœur, Morgane le Fey et Modred un fils bâtard qu'il a voulu noyer autrefois afin de préserver la légitimité de sa descendance (contrairement à la légende où Mordred est le fils de Morgane le Fey).

### Guenièvre
Joan Acton, commandante des Forces de Défenses Terrestres, réincarnation de Guenièvre. Elle est partagée entre Arthur et Lancelot.

### Lancelot
Jules Futrelle, industriel français et philanthrope, réincarnation de Lancelot. Il est partagé entre sa loyauté envers Arthur et Guenièvre. Il met toute sa puissance industrielle au service des chevaliers de la Table ronde notamment sa résidence en orbite sur un astéroïde qui devient le nouveau Camelot.

### Tristan
Ambre March. Le jour de ses noces avec Owen McAllister, Tristan retrouve sa véritable identité.
Réincarné dans un corps de femme par un coup du sort, il ne peut se résoudre à cet état de fait et se bat pour prouver qu'il est toujours un homme. D'autant qu'Yseult qu'il n'a jamais cessé d'aimer est réincarnée à son tour par leur ennemie jurée la fée Morgane.
Tristan est désormais tiraillé par la loyauté et le désir de retrouver son corps d'homme que seule la fée Morgane semble pouvoir lui rendre.

### Merlin
Fils du diable, Merlin met ses immenses pouvoirs au service d'Arthur. Mais toutes ses forces et sa magie sont impuissantes contre la fée Viviane.

### Gauvain
Véritable nom non révélé. Il quitte sa famille, de Johannesbourg pour se rallier à Arthur.

### Le sénéchal Keu
Fin stratège, Keu joue souvent avec le feu et n'hésite pas à s'exposer afin de réduire les tensions entre les chevaliers, ce qui l'amènera à trahir Arthur pour la bonne cause .

### Galaad
Fils de Lancelot, Galaad, un samouraï, a échoué à protéger son maître. Selon le code d'honneur du bushido, il doit se donner la mort pour effacer sa honte.  Mais par fidélité à Arthur accepte de surseoir au seppuku.

### Perceval
Au moment même où il retrouve son identité, Perceval est transformé en néo-homme, un géant titanesque et hideux, à l'intelligence réduite mais au cœur pur.
Dans une transe mystique, il parvient à découvrir le Graal. Transfiguré, il quitte notre monde après avoir sauvé Tom Prentice.

### Tom Prentice
Mené sans le savoir par Merlin il tire Arthur de son sommeil séculaire. Par fidélité, il s'interpose entre celui-ci et un rayon mortel. Pour le sauver, après l'avoir anobli et admis au rang des chevaliers de la Table ronde, Arthur reprend la quête du Graal.

### La fée Morgane
Demi-sœur d'Arthur qu'elle déteste, la fée Morgane étudie la magie noire pour se débarrasser de celui-ci. Mais protégé par Excalibur et la magie de Merlin, fils de Satan, Arthur triomphe sans cesse.
Cherchant une magie qui ne soit pas fondée sur le satanisme, elle projette son essence vitale vers les astres. Elle finit par découvrir une source de pouvoir mystique sur la dixième planète du système solaire.
Se rendant rapidement maîtresse des autochtones, elle devient leur reine et acquiert les pouvoirs de la source, au prix fort pour son corps. Dès lors, elle jette sa nouvelle armée contre la Terre et Arthur.

### Yseult
Claire Locklyn. Pour mettre au désespoir Tristan, la fée Morgane provoque la réincarnation d'Yseult.

### Mordred
Jordan Matthew. Directeur de la sécurité aux Nations unies, et à la solde de Morgane le Fey qui lui a promis le Graal, Jordan Matthew découvre qu'il est la réincarnation de Mordred, le fils bâtard d'Arthur. Celui-ci aurait tenté de le tuer à sa naissance.

### Owen McAllister
Amoureux éconduit d’Ambre March, alias Tristan, il devient l'ennemi des chevaliers de la Table ronde pour récupérer celle qu'il aime, aidé par la magie de Morgane le Fey

### Le nouveau Camelot
Propriété personnelle de Jules Futrelle, alias Lancelot, sur laquelle ce dernier a bâti sa résidence secondaire en forme de forteresse, cet astéroïde possède sa propre atmosphère. Ultra-moderne, la demeure de l'industriel devient le nouveau Camelot et le siège de la nouvelle Table ronde.

## Distinction
Mike W. Barr et Brian Bolland ont reçu une nomination en 1985 au prix Jack-Kirby pour leur travail sur Camelot 3000, ainsi qu'une très large reconnaissance de leurs pairs.

## Publications

### Version originale
La série mensuelle et les recueils sont publiés aux États-Unis par DC Comics.
1. The Past and Future King! (12/1982)
2. Many Are Called… (01/1983)
3. Knight Quest! (02/1983)
4. Assault on New Camelot! (03/1983)
5. The Tale of Morgan LeFay! (04/1983)
6. Royal Funeral! (07/1983)
7. Betrayal (08/1983)
8. Judas Knight (09/1983)
9. Grailquest 3000 (12/1983)
10. Prelude to War! (03/1984)
11. War! (07/1984)
12. Long Live The King! (04/1985)

| Titre                       | Épisodes           | Reliure                             | Date          | ISBN                 |
| --------------------------- | ------------------ | ----------------------------------- | ------------- | -------------------- |
| Camelot 3000                | Camelot 3000 #1-12 | Trade paperback (couverture souple) | octobre 1997  | (ISBN 0-930289-30-7) |
| Camelot 3000 Deluxe Edition | Camelot 3000 #1-12 | Hardcover (couverture cartonnée)    | décembre 2008 | (ISBN 1-4012-1942-X) |

### Albums en français
La série fut éditée une première fois entre 1983 et 1985 par Arédit dans la collection « Artima Color DC Super Star » (édition kiosque).
1. Camelot 3000 (septembre 1983)
2. La Sorcière et le roi (avril 1984)
3. Trahison (juin 1984)
4. La Quête du Graal (octobre 1984)
5. L’Accomplissement (avril 1985)

En 1990, les éditions Peplum proposent une réédition partielle.
1. Le Retour du roi Arthur
2. Morgane la fée

En 2003, l'éditeur Bulle Dog propose l'intégralité de la série en 2 tomes en noir et blanc.
- Tome 1  (ISBN 978-2-8462-5024-5)
- Tome 2  (ISBN 978-2-8462-5025-2)

Une édition intégrale de Camelot 3000 paraît en 2019 chez Urban Comics dans la collection « Urban Cult ». Elle comprend une nouvelle traduction par Maxime Le Dain, un cahier graphique de Brian Bolland, les versions encrées et les versions mises en couleur des couvertures originales.